# Медаља одличном стрелцу
Медаља одличном стрелцу основао је 1953. Врховни командант оружаних снага ФНРЈ маршал Јосип Броз Тито, "као знак признања војницима и питомцима подофицирских школа, за одличан успјех у гађању из пјешадијског оружја". Одликовање је основано Наредбом о увођењу и додјељивању одликовања "Одличном стрелцу", која је ступила на снагу 4. марта 1953. Услови за додјелу одликовања били су: 
- за пјешадију је био услов да је војник у првој наставној години, док је питомац пјешадијске подофицирске школе морао током свог школовања добити одличне оцјене на свим гађањима из пјешадијског оружја, предвиђеним наставним планом и програмом.
- за све све остале родове војске био је услов да је војник у првој наставној години, док је питомац подофицирске школе морао током свог школовања извршити најмање четири гађања аутоматском пушком и на свима добити одличне оцјене.[1]

Одликовање одличном стрелцу додјељивало се једној особи само једанпут, на крају прве наставне године, односно након завршетка подофицирске школе. Приједлог за додјељивање одликовања подносио је команди пука командир чете односно јединице истог ранга. Одликовање су додјељивали командант и политички комесар пука, односно начелник и политички комесар школе. Одликовање одличном стрелцу предавали су лично командант и политички комесар пука, односно начелник и политички комесар школе, пред свим војницима односно питомцима. У одвојеним јединицама предају одликовања обављао је на исти начин "најстарији командант односно командир". Подаци о одликовању уносили су се војницима и подофицирима на одслужењу војног рока у војну књижицу, а питомцима подофицирских школа након завршетка школовања у војну легитимацију.

## Изглед
Наредбом о увођењу и додјељивању одликовања "Одличном стрелцу" прописани су облик, материјал и димензије Одликовања одличном стрелцу. Одликовање има облик медаље која је израђена од позлаћене легуре, округлог је облика, промјера 39 милиметра. Медаља има два лица. С обје стране приказана је стрељачка мета: три рељефна концентрична круга с тачком у средини у којој се под правим углом сијеку усправна и водоравна линија. При дну медаље налазе се двије рељефно израђене укрштене ловорове гранчице, двије укрштене пушке и цијев минобацача укрштена с цијеви митраљеза. У горњој половини медаље уписан је полукружни натпис; с једне стране ћирилицом, а с друге стране медаље латиницом: ОДЛИЧНОМ СТРЕЛЦУ / ODLIČNOM STRELCU. Медаља се носила на троуглој врпци у бојама државне заставе: плаво-бијело-црвених пруга. Како није било регулисано у законском тексту шта је лице, а шта наличје медаље могла се носити по вољи носитеља окренута на ћирилични или латинични натпис.
Одликовање одличном стрелцу носило се на лијевој страни груди испред Одликовања за предвојничку обуку, тако да се доњи руб одликовања налазио у средини између другог и трећег дугмета. Одликовање се могло носити у свим приликама за вријеме служења обавезног војног рока или за војних вјежби, као и у грађанству. Због тога за њега није ни предвиђена мала ознака.
Особе осуђене због кривичних дјела на казну строгог затвора или затвора нису имале право током издржавања казне носити Одликовање одличном стрелцу. Након смрти одликованог, чланови његове породице задржавали су одликовање, али га нису смјели носити нити отуђити.
Четири и по године након објављивања Наредбе о увођењу и додјељивању одликовања "Одличном стрелцу" државни секретар за послове народне обране генерал армије Иван Гошњак донио је Наредбу о установљењу значке "Одличном стрелцу", "као знак признања за постигнут одличан успјех у гађању из пјешадијског оружја". Наредба је ступила на снагу осам дана након објављивања у "Службеном листу ФНРЈ", дакле 16. октобра 1957. Већ на први поглед уочљива је разлика између ове и претходне Наредбе у називу одликовања које више није одликовање, него значка, премда није промијењен његов облик. Потоњом Наредбом законодавац је Одликовање одличном стрелцу хтио издвојити од постојећих државних одликовања те истакнути да оно има нижи ранг и не улази у редослијед државних одликовања. Тако је, са стајалишта фалеристике, преименовањем овог одликовања у значку направљена стручна погрешка.
Услови за добијање одликовања ("значке"), начин додјељивања, право на ношење и начин ношења одликовања ("значке") остали су исти, премда је текст Наредбе поједностављен, преобликован и скраћен. Друга значајна новост у вези Одликовањем ("Значком") одличном стрелцу јест промјена надлежности. Наиме, прву Наредбу донио је Тито као врховни командант оружаних снага ФНРЈ, док је другу Наредбу потписао генерал армије Иван Гошњак као државни секретар за послове народне обране. Тако је и надлежност одликовања ("значке") спуштена с највише на наредни нижи ниво.
Медаљу одличном стрелц у производио је ИКОМ у Загребу.